# افسانه نه دم
افسانه نه دُم (به انگلیسی: Tale of the Nine Tailed) (کره‌ای: 구미호뎐) یک مجموعهٔ تلویزیونی کره جنوبی سال ۲۰۲۰ با بازی لی دونگ ووک، جو بو-آه و کیم بوم است. این مجموعه از ۷ اکتبر تا ۳ دسامبر ۲۰۲۰، روزهای چهارشنبه و پنجشنبه ساعت ۲۲:۳۰ (کی‌اس‌تی) برای ۱۶ قسمت از تی‌وی‌ان پخش شد. فصل دوم این سریال با نام (افسانه نه دم ۱۹۳۸) در سال ۲۰۲۳ از تی‌وی‌ان برای ۱۲ قسمت پخش شد.

## خلاصهٔ داستان
لی یون (لی دونگ ووک)، یک روباه نه دم و موجودی افسانه‌ای، که به‌طور غم‌انگیزی دختری (جو بو-آه) که عاشقش بود را از دست داد، و برای تناسخ پیدا کردن او سال‌ها در حال انتظار کشیدن است. اما وقتی دوباره او را پیدا می‌کند، دشمن قدیمی لی یون هم دوباره با او روبرو می‌شود و سرنوشت دوباره لی یون را در همان شرایط غم‌انگیز قرار می‌دهد. اما این بار او مصمم است که با سرنوشتش بجنگد.

## بازیگران

### اصلی
- لی دونگ ووک در نقش لی یون[۴]
- جو بو-آه در نقش نام جی-آه / یی آه-اوم
- کیم بوم در نقش لی رانگ[۵]

| نام           | کاراکتر       |
| ------------- | ------------- |
| کیم جونگ-نان  | تالویپا       |
| آن گیل-کانگ   | هیون یونگ     |
| هوانگ هی      | گو شین جو     |
| کیم سو جین    | بوک هه جا     |
| کیم یونگ جی   | کی یو را      |
| لی ته-ری      | ایموگی        |
| جونگ سی یول   | کیم سو اوه    |
| اوم هیو-سوپ   | کوان هه ریونگ |
| جونگ یی سو    | کیم سه روم    |
| کیم کانگ-مین  | پیو جه هوان   |
| کیم هی-جونگ   | لی یونگ سون   |
| سونگ یونگ کیو | نام جونگ سو   |
| لیم کی هونگ   | فالگیر        |
| سون وو هیون   | جونگ هیون وو  |
| لی کیو-هیونگ  | فرماندار      |
| شیم سو یونگ   | روح تاریکی    |
| کیم یونگ سون  | شمن           |
| دو یون جین    | سو پیونگ هی   |
| چو یه جین     | جونگ سو یونگ  |